# Onitis
Onitis là một chi bọ cánh cứng thuộc họ Scarabaeidae.

## Hình ảnh

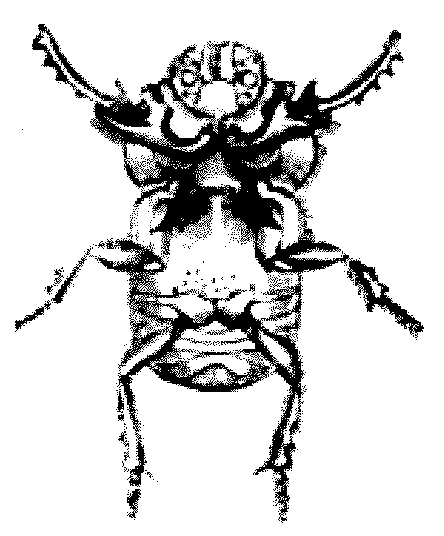
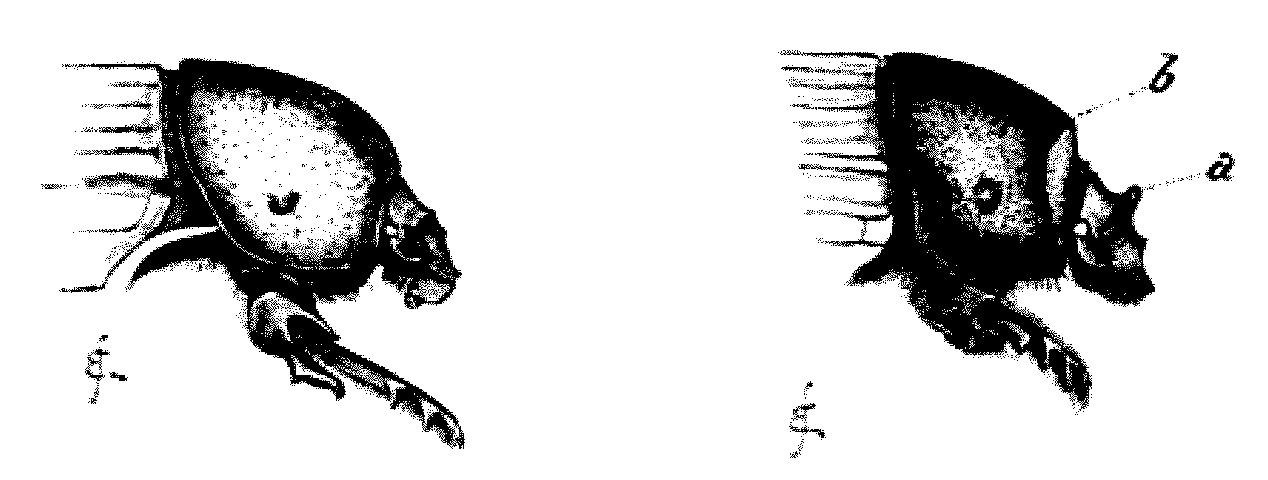
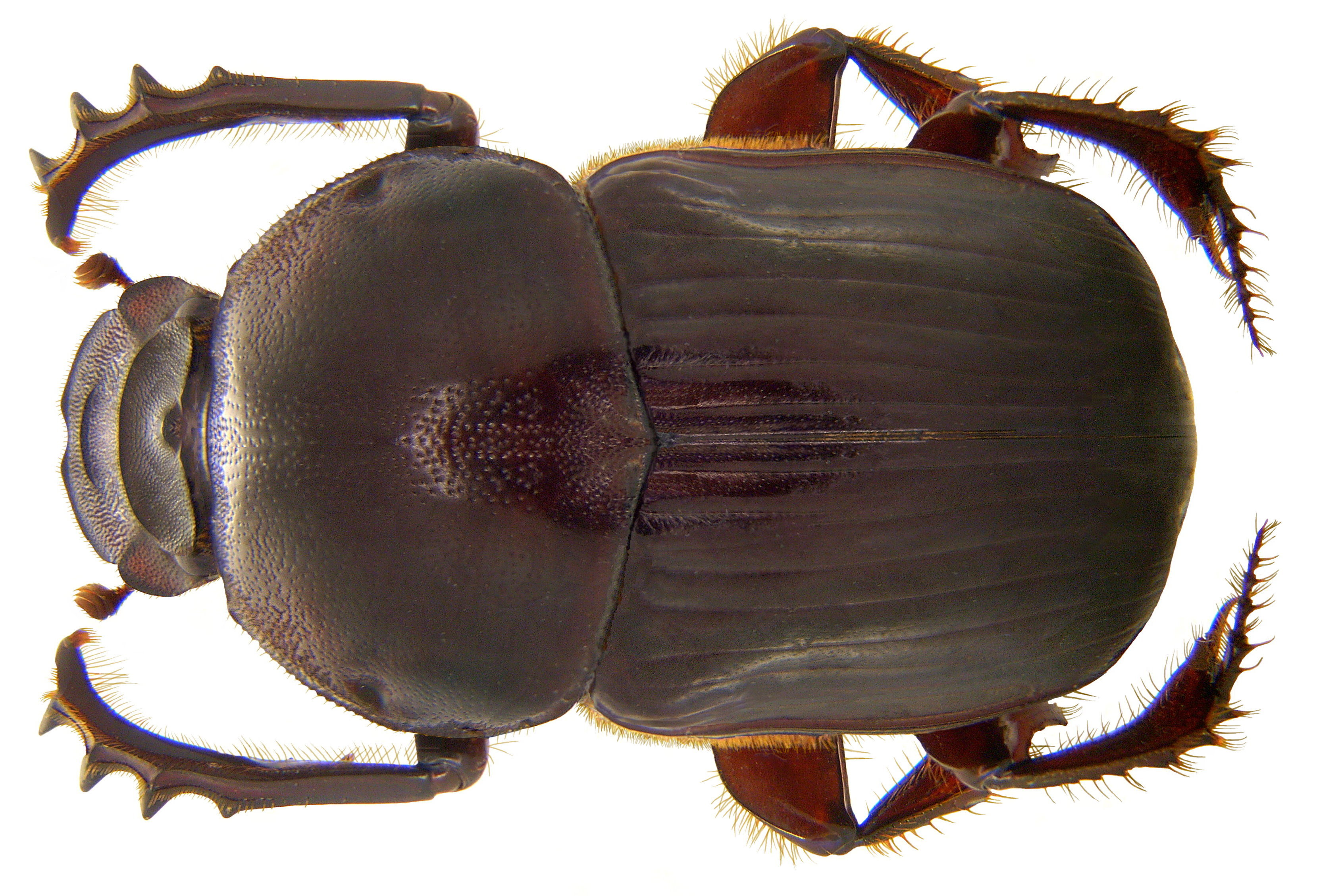